# بخش شینژونگ، نیجیانگ
بخش شینژونگ، نیجیانگ (به لاتین: Shizhong District) یک منطقهٔ مسکونی در جمهوری خلق چین است که در نایجیانگ واقع شده‌است.